# Масло чайного дерева

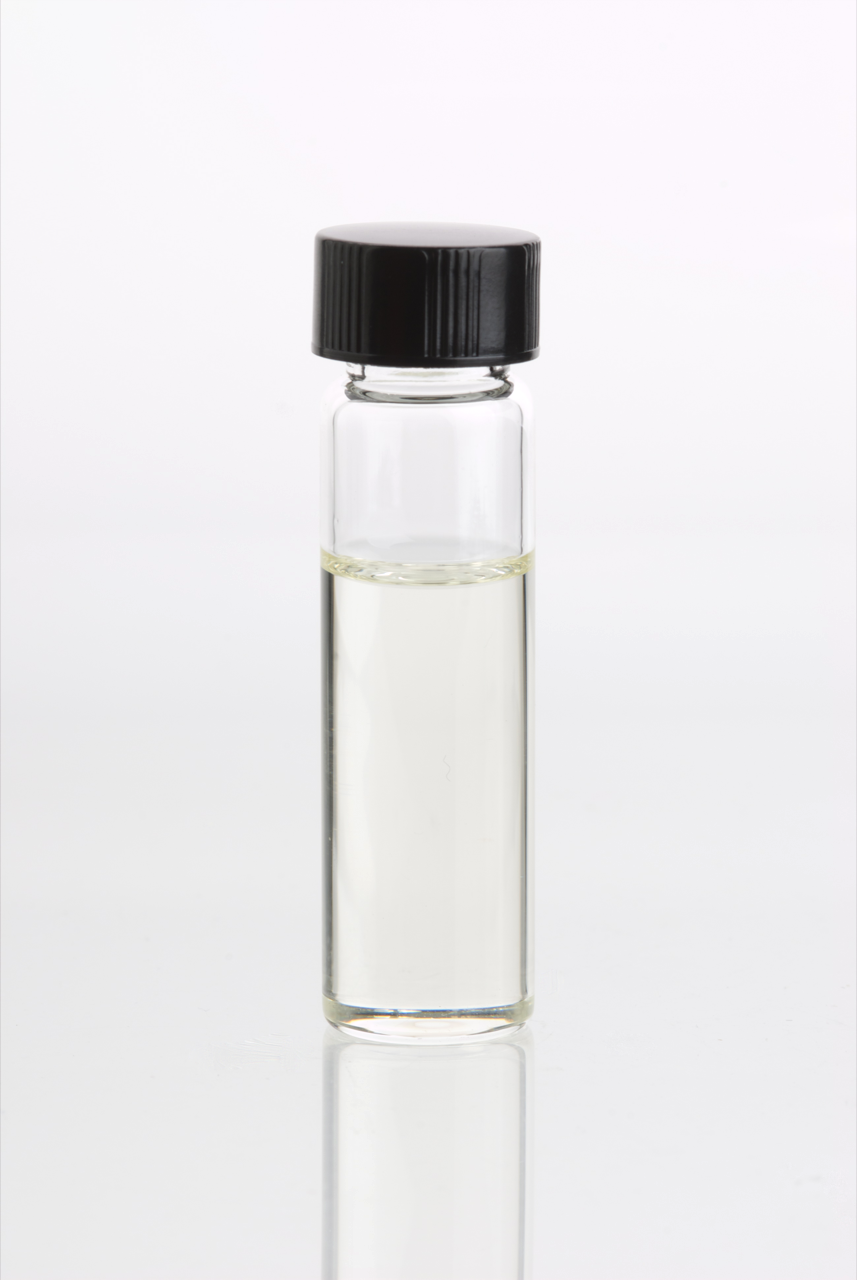
Масло чайного дерева

Масло чайного дерева — эфирное масло, которое получают гидродистилляцией из листьев чайного дерева (мелалеуки).
Это бесцветная или светло-жёлтая жидкость, обладающая специфическим запахом с оттенком камфоры. Растворимо в этаноле, растительных маслах, пропиленгликоле; плохо растворимо в глицерине; нерастворимо в воде. Получают из листьев чайного дерева путём перегонки с водяным паром. Основной производитель — Австралия.

## Химический состав
В состав масла чайного дерева входит более 100 производных терпенов. Наиболее эффективными антибактериальными компонентами этого масла являются терпинен-4-ол, α-пинен, линалоол и α-терпинеол. Липофильные терпинеолы проникают через клеточную мембрану микроорганизмов и оказывают токсическое действие на их мембранную структуру и функционирование.
| Компонент     | Концентрация |
| ------------- | ------------ |
| Терпинен-4-ол | 30-48 %      |
| γ-терпинен    | 10-28 %      |
| α-терпинен    | 5-13 %       |
| 1,8-цинеол    | 0-15 %       |
| α-терпинолен  | 1.5-5 %      |
| α-терпинеол   | 1.5-8 %      |
| α-пинен       | 1-6 %        |
| p-цимол       | 0.5-8 %      |

Также содержит: виридифлорен (до 1 %), В-терпинеол (0,24 %), L-терпинеол (следы) и аллигексаноат (следы).

## Применение
Применяется в официальной и народной медицине, косметической промышленности и в стоматологии. В отдельных публикациях можно встретить утверждения, что масло чайного дерева обладает широким спектром антибактериальных, антигрибковых и антивирусных свойств. Однако абсолютная достоверность информации из научных исследований об эффективности масла не подтверждена. При наличии малоизученных побочных эффектов масло чайного дерева уступает по эффективности стандартным антибактериальным и антигрибковым препаратам.
Масло чайного дерева используется в борьбе с грамм-позитивными и грамм-негативными бактериями, дрожжевыми и грибковыми инфекциями. Эфирное масло особенно часто применяется в составе продуктов для гигиены полости рта. Ещё в начале XX века масло чайного дерева рекомендовали к применению в стоматологии в качестве антисептика. С тех пор подтверждено свойство масла чайного дерева оказывать позитивное влияние на микрофлору ротовой полости. Натуральное эфирное масло чайного дерева нейтрализует панические и истерические настроения, способствует ясному и спокойному сознанию, принятию правильных решений даже в самых сложных ситуациях. Также оно использовалось как антисептик во время Второй мировой войны, когда был дефицит антибиотиков.